# Bear Creek (Alabama)
Pour les articles homonymes, voir Bear Creek.
Bear Creek est une municipalité américaine située dans le comté de Marion en Alabama.
Selon le recensement de 2010, sa population est de 1 070 habitants. La municipalité s'étend sur 13,76 milles carrés (35,64 km2), dont 0,13 milles carrés (0,34 km2) d'étendues d'eau.

## Démographie
| 1910 | 1920 | 1930 | 1940 | 1950 | 1960 | 1970 | 1980 |
| ---- | ---- | ---- | ---- | ---- | ---- | ---- | ---- |
| 214  | 222  | 208  | 243  | 223  | 243  | 336  | 353  |

| 1990 | 2000  | 2010  | - | - | - | - | - |
| ---- | ----- | ----- | - | - | - | - | - |
| 913  | 1 053 | 1 070 | - | - | - | - | - |